# Стоквил (Небраска)
Стоквил (енгл. Stockville) град је у америчкој савезној држави Небраска.

## Демографија
По попису из 2010. године број становника је 25, што је 11 (-30,6%) становника мање него 2000. године.
| Група             | 2000.      | 2010.      |
| Белци             | 34 (94,4%) | 24 (96,0%) |
| Афроамериканци    | 0 (0,0%)   | 0 (0,0%)   |
| Азијати           | 0 (0,0%)   | 0 (0,0%)   |
| Хиспаноамериканци | 2 (5,6%)   | 1 (4,0%)   |
| Укупно            | 36         | 25         |